# Dampbøjning
Dampbøjning er en metode til at forme og bøje massivt træ. Ved hjælp af fugt og varme gøres træet fleksibelt og bøjeligt. Når træet tørrer, vil det beholde sin nye form.
Det bøjede træ tillader spinklere dimensioner, dristigere linjeføring og mere komplicerede konstruktioner. Teknikken anvendes ofte inden for møbelproduktion.

## Fremgangsmåde
For at dampe træet må man bygge en svedekasse, dvs. en lukket beholder med mulighed for at tilføre damp, som passer i træets størrelse. Træet føres ind i svedekassen, hvor varme og fugt blødgør træet, og gøre det mere fleksibelt. Træet tages derefter ud af beholderen formes i den ønskede facon. Træet skal fastholdes i den ønskede facon, eksempelvis fikseret omkring en form, mens det tørrer og vil da holde formen efter det er tørt og nedkølet. Overførslen fra svedekasse til form skal ske meget hurtigt mens træet stadig er varmt og medgørligt. 
Efter udtagning af svedekassen spændes træet omkring jernskabeloner og beskyttes evt. mod bristning på bøjningens konvekse side af et tyndt jernbånd, som fastspændes og bøjes sammen med træet. Ved simple bøjninger med vinkler ned til 60 grader og med ret stor radius er bøjningen relativt simpel, mens halv- og helcirkelformede eller skarpe bøjninger kræver stor påpasselighed.
Efter træet er tørret og fjernet fra sin jernform, skal det gerne lagres i en rum tid, så den spænding, der eventuelt må være i træet, får tid til at give udslag inden den videre bearbejdning. Ved arbejde i større dimensioner eller vanskelige bøjninger anvendes en overdimensionering, således at uregelmæssigheder, som er fremkommet ved bøjning eller lagring, kan rettes. Der er desuden den risiko, at det bøjede træ knækker. Det kan derfor være en god idé at forberede 12-13 planker, selvom man kun skal bruge 10.

## Egnede træsorter
Ikke alle træsorter egner sig til dampbøjning. Generelt er hårdt træ (løvtræer) bedre egnede end blødt træ (nåletræer), ligesom nogle hårde træsorter er bedre egnede end andre. De træsorter, der bedst lader sig bøje og forme er rød og hvid eg, elm, ask, birk, ahorn, valnød og mahogni. Andre kilder foreslår bøgetræ pga. dets homogenitet og veddets filtrede væv.

## Det dampbøjede træs egenskaber
Et dampbøjet stykke træ, som er tørret og nedkølet, vil holde den kurve, det er blevet givet. Øget fugt vil muligvis gøre, at træet mister noget af sin kurve. Mindre fugt vil muligvis gøre kurven skarpere, mens gentagne forandringer i fugtighed vil bringe en trinvis udligning med sig.  Disse forandringer skabes primært af hævelse eller formindskelse i den indre, konkave overflade, hvor fibrene er foldede og krøllede efter bøjningen. 
Et bøjet stykke træ har mindre styrke end en ikke-bøjet modpart. Den mindskelse i styrke, som bøjning forsager, er dog sjældent stor nok til at have en egentlig effekt på træets egnethed.
Den simpleste måde at fremstille et stykke massivt, buet træ, er ved at skære det ud af en blok, men så vil træets styrke være mindre pga. de mange oversavede fibre. Ved denne metode vil træets fibre ikke følge buen, og den anvendes derfor kun, hvis buen er lille og træets styrke uden betydning for resultatet. Ved dampbøjning følger fibrene buens form og brudstyrken vil for det behandlede træ være større i bøjet tilstand end i ret.

## Eksempler
Dampbøjning er en gammel teknik, som er blevet anvendt til at lave skibe, tønder og møbler i mange hundrede år. En af dem, der eksperimenterede med dampbøjet træ i sit møbeldesign, var Hans J. Wegner, hvis møbler er præget af organiske former og forløb såvel som snedkerhåndværk på højt niveau. I 1943 fik Wegner en henvendelse fra Fritz Hansen, der bad ham om at designe dem en stol, de kunne producere ved hjælp af dampbøjning. Samme år designede han sin berømte Kinastol med den karakteristiske buede ryg, der går i et med armlænet. Denne udformning af ryg og armlæn gentog han i flere stole i de følgende år, som Den runde stol fra 1945 og den populære Y-stol fra 1946.
Designer Line Depping har i flere projekter arbejder med dampbøjet træ, eksempelvis i en serie opbevaringsæsker fra 2013. Her brugte hun asketræ i en bredde på 6 mm, som hun lod stå i svedekassen i en halv-to timer, inden hun spændte det på forme særligt udviklet til ikke at efterlade mærker, og siden lod det tørre i nogle dage. Også designerne Wednesday Architecture arbejder ofte med dampbøjet træ. I projektet Objective fra 2015, en serier æsker som legede med geometriske former og farvekombinationer, brugte designerne massivt asketræ på 3 mm, som de dampede i 20 minutter inden de formede det omkring runde støbeformer i tre størrelser.

## Eksterne links
- Oversigt over Hans J. Wegners stole
- Line Depping på Statens Værksteder for Kunst
- Wednesday Architecture på Statens Værksteder for Kunst
- Wikihow: 3 Ways to Bend Wood

| Portal | Portal:Bagom Kunst og Design - metoder og materialer |